# Ylodes detruncatus
Ylodes detruncatus – gatunek owada z rzędu chruścików i rodziny Leptoceridae. Larwy prowadzą wodny tryb życia, budują przenośne domki ze spiralnie ułożonych fragmentów detrytusu.
Jest to gatunek o rozmieszczeniu północnym, larwy zasiedlają strumienie i jeziora. Limnefil, w Polsce bardzo rzadki.
W Finlandii spotykany rzadko i lokalnie, w strumieniach i jeziorach. Na Łotwie gatunek bardzo rzadki, stwierdzany w jeziorach mezotroficznych, słaboeutroficznych, eutroficznych i eutroficzno-dystroficznych.